# Baszkan
Baszkan (gag. Başkan) to najwyższe stanowisko w Autonomii Gagauskiej (Gagauz Yeri) – odpowiednik prezydenta, w przypadku Gagauzji jest to jej gubernator. Od 19 lipca 2023 funkcję tę sprawuje Evghenia Guțul.

## Zobacz także
- Przywódcy Gagauzji